# Stazione di Piedimelze
La stazione di Piedimelze (in sloveno Podmelec) è una fermata ferroviaria posta sulla linea Jesenice-Trieste (Transalpina). Serve il centro abitato di Piedimelze, frazione del comune di Tolmino.

## Storia
La fermata venne attivata nel 1906 come parte della linea Jesenice-Trieste con il nome di Podmelec.
Dopo la prima guerra mondiale, con l'annessione della Venezia Giulia al Regno d'Italia, la linea passò sotto l'amministrazione delle Ferrovie dello Stato, che ribattezzarono la fermata come Piedimelze.
Dopo la seconda guerra mondiale il territorio venne annesso alla Jugoslavia e riprese il nome Podmelec.
Dal 1991 appartiene alla rete slovena (Slovenske železnice).